# Pop'n music 11
Pop'n Music 11 (ポップンミュージック 11 Poppun myūjikku 11?) es la decimoprimera entrega de la saga Pop'n music. Fue lanzado el 24 de marzo de 2004 para arcade y se estrenó el 21 de julio de 2005 para PlayStation 2. La versión AC tiene 438 canciones, mientras que su contraparte CS tiene unas 113 canciones.

## Características nuevas
- Primera entrega con Hi-SPEED 5.[4]
- Primera y única aparición de canciones URA.
- Primera entrega CS con la sección nueva Character Guide, la cual permite al jugador ver todas las animaciones de los personajes en el juego.
- En el modo Expert, ahora la barra de energía tiene más tolerancia a los desaciertos en las notas para que el jugador no pierda el set de forma inmediata.
- La canción STAR TREK y su versión URA, están ausentes de la lista de canciones en la versión CS del videojuego.[5]
- Ahora en Challenge mode, cada vez que el jugador consiga acertar una Norma u Ojama, aparecerá un indicador en la parte superior izquierda que señalará si se cumplió el objetivo o no. Son un total de dos indicadores que además tienen el motivo del videojuego (en esta entrega, son aviones)
- Primer pop'n music CS cuyas canciones CS no salen nunca más para su sucesoras AC y CS.
  - Esta tendencia se mantuvo en las entregas restantes para PlayStation 2.
- Al igual que pop'n music 10 CS, todas las canciones con licencias ocultas en su versión AC están desbloqueadas por defecto. Sin embargo, los personajes de las mismas necesitan ser desbloqueadas de todas formas.
- Tema del juego:Viajes alrededor del mundo/Aeropuerto.
- Última entrega con el modo Osusume.

## Modo de juego
- Normal mode: Es el modo clásico del juego. Se puede jugar de 5 a 9 botones y es ideal para principiantes. Si se falla en el primer stage, el juego le dará otra oportunidad y pasará inmediatamente al segundo stage. Función únicamente disponible en este modo. Disponible 3 canciones por set.

- Challenge mode: Siendo el modo desafío, el modo más utilizado en el juego. Consiste en una ronda de 3 canciones el cual antes de comenzar un stage, de deben seleccionar dos Normas, las cuales son objetivos a superar, o también Ojamas, que son animaciones y efectos que confunden y dificultan al jugador. El objetivo es conseguir una gran cantidad de Challenge points (puntos Challenge). Cuanto más difícil sea una Norma u Ojama, más puntos tendrán. Ciertas cantidades de Challenge Points conseguidas al final del set, pueden desbloquear el Extra stage.

- Osusume mode: Es el modo recomendación. Al jugador se le hacen un total de 7 preguntas cuya duración para responder puede variar desde 5 segundos hasta 10 segundos por pregunta. Después del cuestionario, el sistema escoge 3 canciones basadas en las respuestas del jugador y se comienza inmediatamente con el set. Durante el juego, la barra de energía, tiene más tolerancia la cual permite que el Groove Gauge esté reducida hasta un nivel permitido fuera del habitual, pues también forma parte del uso principiante. Disponible los botones 5 y 9.

- Battle mode: Es el modo batalla del juego. En ella participan dos jugadores los cuales compiten uno contra otro, cada oponente debe conseguir un puntaje más alto que el otro. El primero que consiga ganar dos stages ganará el juego y se dará por terminado. Disponible 3 botones por jugador y tres canciones por set.

- Expert mode: Es el modo Nonstop del juego. Se selecciona unos de los varios Courses que tiene disponibles, los cuales son un conjunto de 4 canciones por set seleccionadas por género, estilo, dificultad, etc. Al momento del Course, el jugador deberá pasar el set completo, evitando que el Groove Gauge se vacié totalmente con cada desacierto del mismo, ya que si esto sucede, perderá el juego y se dará por terminado.

## Extra stage

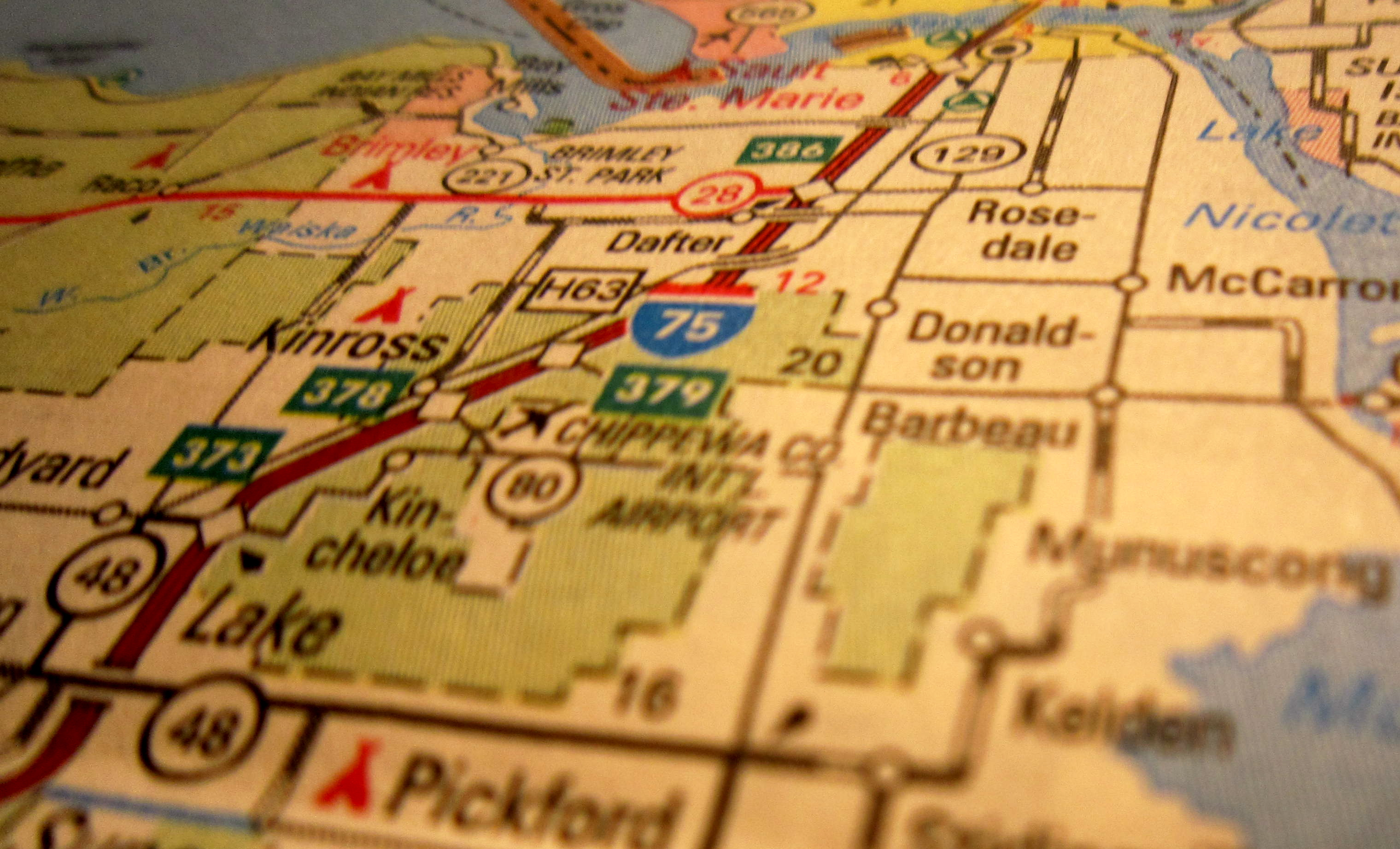
El tema del videojuego trata sobre viajes alrededor del mundo. Fotografía de un mapa cartográfico.

El nivel Extra estará disponible si el jugador consigue la cantidad correcta de CP's (Challenge points) en los tres stages por cada set en Challenge mode. Los puntajes disponibles para conseguirlo son: 89, 97, 100, 101, 107, 112, 114, 118, 119, 123 y todo puntaje superior a 125.

## Géneros
Todas las canciones están enlistadas y clasificadas por los géneros siguientes:
- 新: Solamente canciones nuevas.
- 18: Todas las canciones en general con nivel de dificultad superior a 18 (para los niveles 5, 9, Hyper, y EX).
- Secret: Todas las canciones ocultas en el juego.
- Best: Canciones con mejor puntuación. De ascendente a descendente.
- Lv: Canciones ordenadas por nivel de dificultad (esto incluye los niveles Normal, Hyper y EX). De descendente a ascendente.
- ア: Canciones ordenadas alfabéticamente (A-Z).
- AC: Todas las canciones que salieron en Arcade.
- CS: Todas las canciones que salieron únicamente para Consola.
- TV: Canciones adaptadas de Animes y programas televisivos.

## Canciones URA
Las canciones URA (ウラ), son canciones provenientes de las entregas antecesoras al actual, las cuales se diferencian por el nivel de dificultad que les fueron creadas. Sin embargo, la música es exactamente idéntica al original y también el BPM, A excepción de la canción Dandandou cuya velocidad es de 156 〜180.
Estas canciones y los charts, son exclusivos de Pop'n music 11 y no aparecen en ningún otro videojuego de la serie, incluyendo en sus spin-offs y otras adaptaciones. Por otro lado, su contraparte CS también tiene los mismos URA's, incluyendo nuevas canciones URA's.

## Pop'n Tourist
El sistema de desbloqueo del videojuego se llama POP'N TOURIST. El jugador debe escoger uno de los 9 destinos para viajar, pero antes, debe jugar en cualquiera de los 5 modos disponibles en Arcade Mode (este último en caso de Pop'n music 11 CS) para conseguir Mileages (Kilometrajes en español), los cuales servirán para viajar en cualquiera de los puntos disponibles. Cada destino requiere una cantidad específica de Mileages que se necesitan para poder seleccionarla y comenzar el set. Después de escoger un determinado lugar, el jugador recibirá continuamente e-mails entre stages durante todos los sets jugados, notificando todo el progreso de manera continua. No existe un orden específico para empezar a completar todos los destinos existentes.
Después de una cierta cantidad de stages jugados, aparecerán mensajes de correo electrónico que revelan contenido desbloqueado, tanto como canciones ocultas, personajes, Normas y Ojamas y nuevos Courses. Se debe tener en cuenta que no se puede salir y visitar otro destino hasta después de desbloquear al menos un ítem disponible del mismo. Cuanto más Mileages se requiera conseguir para completar cierto destino, más tiempo tomará desbloquear algún ítem. Hay un total de 51 ítems para desbloquear a través del minijuego completando cada destino al 100%.
Los siguientes destinos a continuación están enlistadas de derecha a izquierda, y en su respectivo orden de desbloqueos:

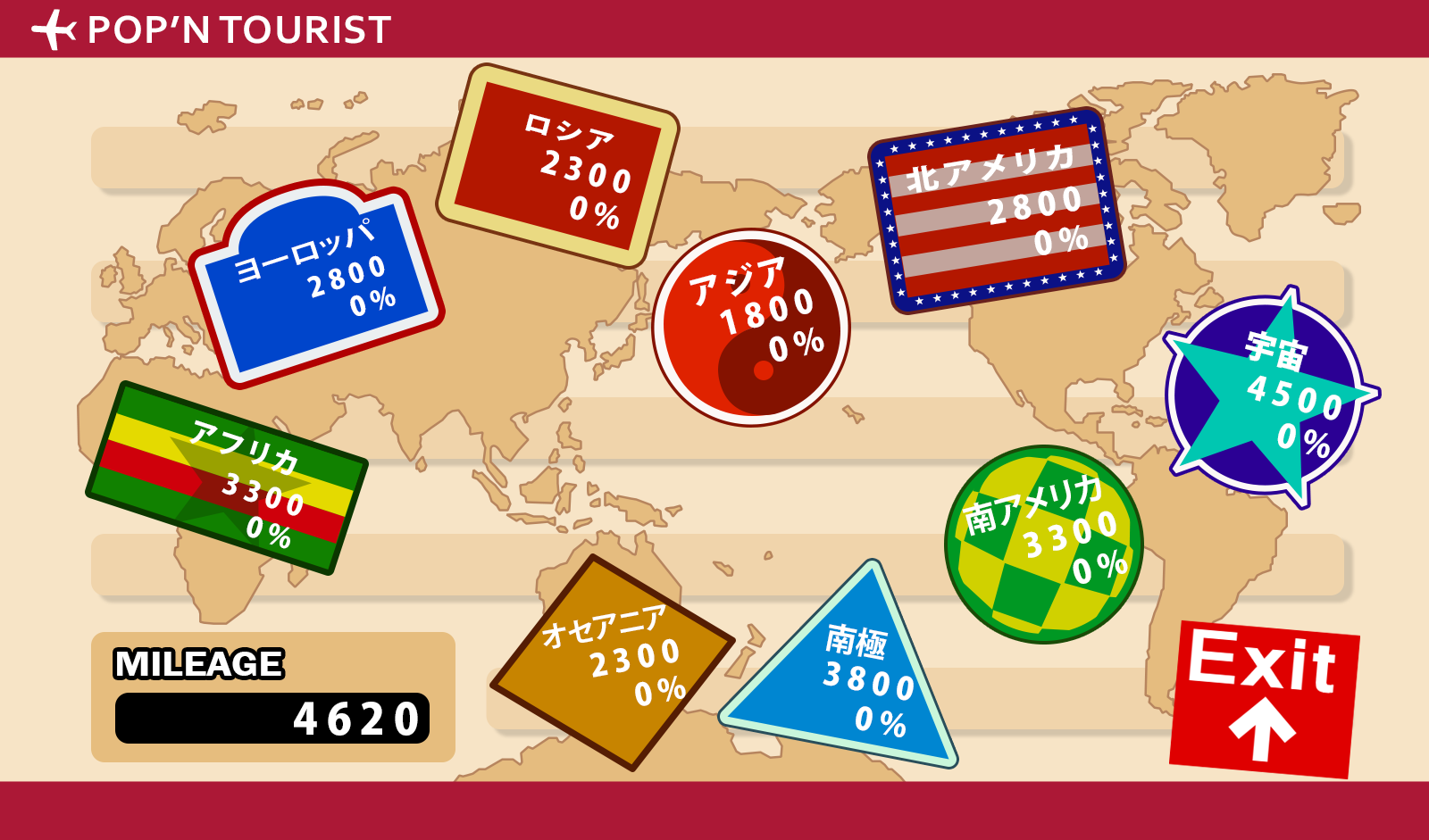
Mapa principal que muestra los nueve sitios existentes para viajar. Se tiene que completar cada destino al 100% para desbloquear todo el contenido del videojuego.

Los Groove Gauge's de Pop'n music 11: (de arriba abajo) Normal/Challenge mode, Osusume mode y Expert mode.

- África (アフリカ) - 3300 milages requeridos.
  - TOUZAN
  - STAGE POP (modificador)
  - URA TWEE POP + canción original
  - COWBOY (CS)
  - BAMBOO (TV&ANIME)

- Europa (ヨーロッパ) - 2800 milages requeridos.
  - SUPER RANDOM (modificador)
  - Mimi (TV&ANIME - MOOMIN)
  - Mimi (TV&ANIME - ANPANMAN)
  - SANAE♥chan (TV&ANIME - MAISON)
  - French Merchen (CS)
  - BOSSA LOUNGE (ee'MALL)

- Rusia (ロシア) - 2300 milages requeridos.
  - Hi-SPEED X5 (modificador)
  - MISSA-REMI
  - CLASSIC 11 (CS)
  - URA-DRAMATIC + canción original
  - URA-SOUNDTRACK + canción original

- Asia (アジア) - 1800 milages requeridos.
  - NANIWA HERO
  - Nyami (TV&ANIME - GITAN RECITAL)
  - NEBUTA
  - Nyami (TV&ANIME - IKKYU-SAN)
  - URA K-EURO + canción original
  - HAYATO (TV&ANIME)
  - Nyami (TV&ANIME - BAKABON)
  - URA-BALI TRANCE + canción original
  - HYPER J-ROCK (ee'MALL)

- Norteamérica (北アメリカ) - 2800 milages requeridos.
  - TAIGA REMIX
  - PIERRE&JILL (TV&ANIME)
  - Nyami (TV&ANIME - SOUSASEN)
  - URA-SCAT + canción original
  - URA-J-TEKNO 2 + canción original
  - HOUSE (ee'MALL)

- Oceanía (オセアニア) - 2300 milages requeridos.
  - TECHNO BOO
  - DRM'N FRY
  - URA-Pure + canción original
  - URA-INFINITY + canción original
  - URA-PERCUSSIVE + canción original
  - HELL 11 (course) - Este último desbloquea los niveles EX de las canciones disponibles en HELL 11.

- Antártida (南極) - 3800 milages requeridos.
  - NAN-KYOKU
  - HORA-2
  - URA-HIP ROCK 2 + canción original
  - Twilight (Course)

- América del Sur (南アメリカ) - 3300 milages requeridos.
  - CHARA POP (modificador)
  - Mimi (TV&ANIME) - KOUKOU SOCCER)
  - URA-NEAT + canción original
  - BOSSA GOGO (ee'MALL)
  - CONTEMPORARY NATION 2 (CS)

- El espacio exterior (宇宙) - 4500 milages requeridos.
  - Hi-SPEED X6 (modificador)
  - Nyami (TV&ANIME - BEBOP)
  - URA-STUDY + canción original
  - Mimi (TV&ANIME - SAILOR MOON)
  - GRADIUS

## Canción Eros
Esta canción se considera una de las algunas canciones de Bemani que al final nunca llegaron a ver la luz del día por varios motivos. En este caso, Eros nunca salió en la versión final en el arcade, debido a la controversia del autor de la canción, Atsushi Shindo, el cual fue acusado de plagio constante en las letras de sus contribuciones para Konami. Cuando se hizo pública toda la información sobre los plagios de todas sus canciones, Konami removió todas las canciones de Atsushi Shindo de las series de pop'n music de manera permanente, comenzando a partir de Pop'n music いろは. Las canciones que hasta ahora eran parte de bemani fueron retiradas:
- なんか変だ / POWER FOLK / pop'n music 3
- 君を壊したい / POWER FOLK 2 / pop'n music 4
- 君が好きだよ ～守って守ってあげるから / POWER FOLK 3 / pop'n music 5
- 君が好きだよ ～守って守ってあげるから・・・Folky Version / POWER ACO / pop'n music 5
- SLOW DOWN / POWER FOLK 4 / pop'n music 5 CS
- Shake! -Game Ver.- / POWER FOLK 7 / pop'n music 6 CS
- サムライ・シンドローム / POWER FOLK / pop'n music 7
- Fashion ~ver.1~ / POWER FOLK 6/ pop'n music 8
- Dynamic! Atomic! S.C.B.G. ~ver.1~ / CYBER ROCKABILLY / pop'n music 9
- New Sensation / SLASH BEATS / pop'n music 9 CS
- ナーバス ブレークダウン～タイプゼロ～ / DIGI FOLK / pop'n music 10
- Eros / - / pop'n music 11 (nunca lanzado)

## Canciones TV & Anime
- Título: アンパンマンのマーチ (Anpan man no māchi)
  - Género: アンパンマン (Anpanman)
  - Artista: 中山マミと森の木児童合唱団Fotografía del International Airport en Incheon, Corea del Sur.

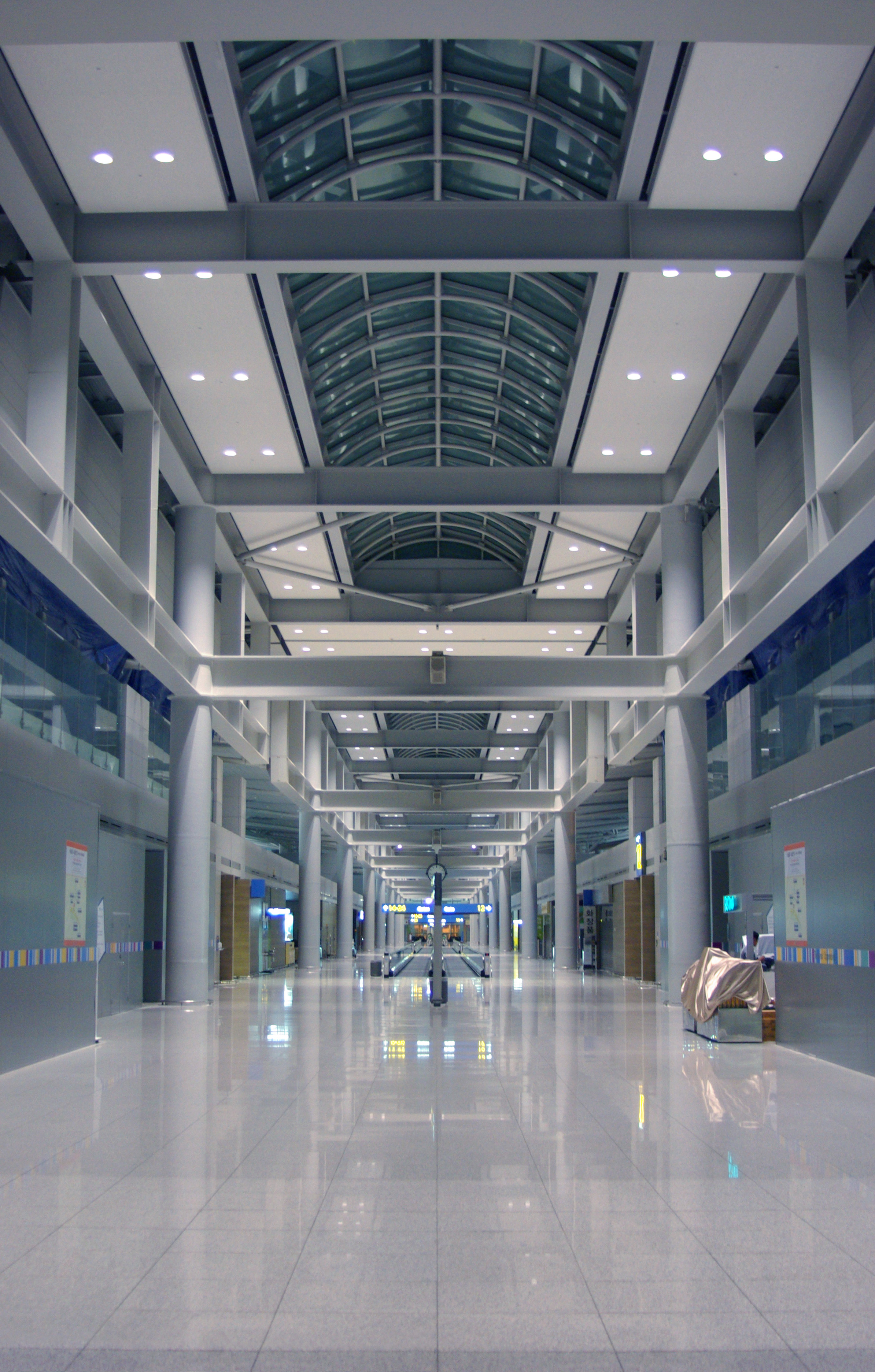
Fotografía del International Airport en Incheon, Corea del Sur.

  - Procedencia: Primer opening de Go! Anpanman, anime de género kodomo emitido por NTV desde octubre de 1988 hasta hoy en la actualidad. Es muy preferido por los niños pequeños en Japón.

- Título: ムーミンのテーマ (Mūmin no tēma)
  - Género: ムーミン (Mūmin)
  - Artista: 山岸愛弥己 (森の木児童合唱団)
  - Procedencia: Opening de Moomin, caricatura del año 1969 producido y emitido por Fuji TV hasta el año 1970, en diciembre con alrededor de 65 episodios.

- Título: 悲しみよこんにちは (Kanashimiyokon'nichiwa)
  - Género: めぞん (Mezon)
  - Artista: さな
  - Procedencia: Primer opening de Maison Ikkoku, anime de género comedia creado por Rumiko Takahashi en 1980 y llevado a la pantalla chica en marzo de 1986 po Fuji TV con un total de 96 capítulos.

- Título: ふり向くな君は美しい (Furimukunakimihautsukushī)
  - Género: 高校サッカー
  - Artista: ♪♪♪♪♪
  - Procedencia:  Esta canción fue utilizado como el tema principal del torneo de fútbol All Japan High School Soccer Tournament del año 1976, en Japón.

- Título: おれはジャイアンさまだ! (Orehajaiansamada!)
  - Género: ジャイアンリサイタル (Jaianrisaitaru)
  - Artista: たてかべ和也
  - Procedencia: Es una de las cortas canciones de Doraemon, cantado por el personaje Gigante, enemigo de Nobita Nobi, quien adora cantar, pero tiene una voz horrible para hacerlo. La voz original de este personaje, usó su voz para crear la canción para este videojuego.

- Título: スシ食いねェ! (Sushikuine~e)
  - Género: スシ (Sushi)
  - Artista: ポプガキ隊
  - Procedencia: Esta canción, que significa "¡Yo como Sushi!" en español, fue transmitido por televisión NHK TV y por el programa de radio Minna no Uta (みんなのうた?) en diciembre de 1985.

- Título: RHYTHM AND POLICE
  - Género: 捜査線 (Sōsa-sen)
  - Artista: ♪♪♪♪♪
  - Procedencia: RHYTHM AND POLICE es el tema de apertura de Odorudaisōsasen (踊る大捜査線?), también conocido como Bayside Shakedown, es un programa televisivo género drama policial y comedia.

- Título: Tank!
  - Género: ビバップ (Bibappu)
  - Artista: ♪♪♪♪♪
  - Procedencia: Es el opening de Cowboy Bebop, anime género Western espacial emitido por TV Tokyo en abril de 1998 hasta en abril de 1999.

- Título: 天才バカボン (Tensai bakabon)
  - Género: バカボン
  - Artista: 片岡嗣実
  - Procedencia: Es el opening y ending de Tensai Bakabon del año 1971, anime de género comedia creado por Fujio Akatsuka y llevado al anime por Nippon TV con un total de 40.

## ANIMELO Crossovers
- キューティーハニー (Mūnraito densetsu): Es el opening de Sailor Moon, anime muy popular tanto en Japón como en occidente, emitido en marzo de 1992 con un total de 200 episodios en total.

- バビル2世(Babiru ni-sei):Es el tema principal de Babel nisei anime y manga de género acción basada en el manga original de Mitsuteru Yokoyama.

- とんちんかんちん 一休さん(Tonchinkan-chin Ikkyū-san): Opening proveniente de Ikkyū-san, anime creado por Toei Animation y emitido desde octubre de 1975 hasta en junio de 1982.

## Canciones nuevas
La siguiente tabla muestra las nuevas canciones introducidas en el juego:
- Para ver la lista completa de canciones disponibles en el juego, véase: Anexo:Canciones de Pop'n music 11

| Nombre                                 | Género                | Artista                                | Personaje                | Disponible en Arcade | Disponible en PlayStation 2 |
| Anime&TV                               | Anime&TV              | Anime&TV                               | Anime&TV                 | Anime&TV             | Anime&TV                    |
| -------------------------------------- | --------------------- | -------------------------------------- | ------------------------ | -------------------- | --------------------------- |
| アンパンマンのマーチ                   | アンパンマン          | 中山マミ と 森の木児童合唱団           | Mimi                     | Sí                   | Sí                          |
| ムーミンのテーマ                       | ムーミン              | 山岸愛弥己（森の木児童合唱団)          | Mimi                     | Sí                   | Sí                          |
| 悲しみよこんにちは                     | めぞん                | さな                                   | SANAE♥chan               | Sí                   | Sí                          |
| 天才バカボン                           | バカボン              | 片岡嗣実                               | Nyami                    | Sí                   | Sí                          |
| スシ食いねぇ!                          | スシ                  | ポプがき隊                             | PIERRE&JILL              | Sí                   | Sí                          |
| ふり向くな君は美しい                   | 高校サッカー          | ♪♪♪♪♪                                  | Mimi                     | Sí                   | Sí                          |
| RHYTHM AND POLICE                      | 捜査線                | ♪♪♪♪♪                                  | Nyami                    | Sí                   | Sí                          |
| Tank!                                  | ビバップ              | ♪♪♪♪♪                                  | Nyami                    | Sí                   | Sí                          |
| おれはジャイアンさまだ! (*)            | ジャイアンリサイタル  | たてかべ和也                           | Nyami                    | Sí                   | Sí                          |
| ANIMELO Crossovers                     |                       |                                        |                          |                      |                             |
| ムーンライト伝説 (*)                   | セーラームーン        | 新谷さなえ                             | Mimi                     | Sí                   | Sí                          |
| バビル2世 (*)                          | バビル2世             | 水木一郎、森の木児童合唱団             | HAYATO                   | Sí                   | Sí                          |
| とんちんかんちん一休さん (*)           | 一休さん              | 世田谷児童合唱団                       | Nyami                    | Sí                   | Sí                          |
| Konami Originals                       |                       |                                        |                          |                      |                             |
| Orange AIR-LINE                        | AIRPORT               | Orange Lounge                          | RIE♥chan                 | Sí                   | Sí                          |
| Forever The Earth                      | PEACE                 | n.a.r.d.                               | Ema                      | Sí                   | Sí                          |
| the keel                               | ELEGOTH               | Akino                                  | Roki                     | Sí                   | Sí                          |
| Space Dog                              | UCHU-RYOKOU           | Sana                                   | Sergei                   | Sí                   | Sí                          |
| カゲロウ                               | 輪生                  | Des-ROW・組スペシアルr                 | KAJIKA                   | Sí                   | Sí                          |
| サンクトペテルブルクへ                 | RUSSIAN POP           | VICTORIYA                              | EKATERINA                | Sí                   | Sí                          |
| AUSLANDSGESPRÄCH                       | 80's WERK             | V.C.O.                                 | TELLY66                  | Sí                   | Sí                          |
| Nick RING                              | DISCO RAP             | NICK BOYS                              | NICKEY                   | Sí                   | Sí                          |
| demolizione                            | MIRAIHA               | ensemble futuro                        | Mr.FUNGANO               | Sí                   | Sí                          |
| YOLCU MUSTAFA                          | ISTAN BEATS           | WORLD SEQUENCE                         | Kabab                    | Sí                   | Sí                          |
| 最強おばちゃん伝説                     | OSAKA                 | Jimmy Weckl feat. ジュース・アクターズ | SUMIKO                   | Sí                   | Sí                          |
| 僕の飛行機                             | NEW MUSIC             | 宮永やよい                             | SAYURI                   | Sí                   | Sí                          |
| Hong kong magic                        | HONG KONG EURO        | tiger yamato                           | Nyami                    | Sí                   | Sí                          |
| 柳小路のシスター                       | 湘南バラッド          | Shine All Stars                        | Suika Bros.              | Sí                   | Sí                          |
| Pa La La 42                            | HILLBILLY             | TAISHO                                 | ジョニー城西             | Sí                   | Sí                          |
| Night in KAUAI                         | UKUELELIAN            | ビートワイキキー                       | maruroo                  | Sí                   | Sí                          |
| frost                                  | HAPPY J-EURO          | めぐみ                                 | JUDY                     | Sí                   | Sí                          |
| perfect green                          | WIND GUITAR           | Woodbird                               | Octave                   | Sí                   | Sí                          |
| さよならサンクチュアリ                 | VOYAGE                | パーキッツ                             | Henry                    | Sí                   | Sí                          |
| MY GIFTS                               | UK HIT CHART          | D-crew                                 | DAVE                     | Sí                   | Sí                          |
| 怒れる大きな白い馬                     | MONGOL                | Morning Blue Dragon                    | TINO                     | Sí                   | Sí                          |
| E-TEN-RAKU                             | IZUMO                 | Q-Mex                                  | OKINA                    | Sí                   | Sí                          |
| Train                                  | TETSUDOU              | School (good-cool and Hideo Suwa)      | クモハさん               | Sí                   | Sí                          |
| 林檎婦人                               | O-EDO KAYO            | 亜熱帯マジ-SKA爆弾 feat.MAKI           | Murasaki                 | Sí                   | Sí                          |
| CS Original Songs                      |                       |                                        |                          |                      |                             |
| ドリームパフェ                         | Scotland              | スノーベリーキッズ                     | Chelsea                  | No                   | Sí                          |
| ヒカリ                                 | NEO FOLK ROCK 2       | ナスカ                                 | AGEHA                    | No                   | Sí                          |
| Rapunzel                               | TIME TRAVEL           | MAKI                                   | Ophelia                  | No                   | Sí                          |
| Days                                   | BEATROCK 3            | 大浦祐一                               | A.Michel                 | No                   | Sí                          |
| 聖者の行進                             | アメリカ民謡アレンジ  | 日野友香 (metro trip)                  | Lucy                     | No                   | Sí                          |
| 流れの途中で                           | CLEARTONE 2           | WATERSTAND                             | EDGE                     | No                   | Sí                          |
| カリビアン                             | CARIBIAN POP          | GUzzle                                 | RGB                      | No                   | Sí                          |
| ハーフムーンビーチで逢いましょう       | UMIBE DUET            | Sana&Togo                              | Moony Moon               | No                   | Sí                          |
| O-YA-GE de SAMBA                       | オヤジサンバ          | 岡めぐみとバス・コナウィンディス       | NAWOMI / DON MOMMY       | No                   | Sí                          |
| 日直当番なったなら                     | RETRO POP SKA 2       | レトロ本舗                             | 白ぐるっぱ～             | No                   | Sí                          |
| スーダラ節 (平成版ラガ＆ジャングルMIX) | BASTARD POP           | Togo-chef fw.GUHROOVY & NO+CHIN        | ネコ♥チャン              | No                   | Sí                          |
| Secret songs                           |                       |                                        |                          |                      |                             |
| 登山者たち                             | TOZAN                 | ひので155                              | フォーゲル椀田           | Sí                   | Sí                          |
| GRADIUS -FULL SPEED-                   | GRADIUS               | Mr.T                                   | VIC VIPER / LORD BRITISH | Sí                   | Sí                          |
| ワルドック船長のブルース               | HORA-2                | ナヤ〜ン・ブラザーズ・バンド           | WARUDOC                  | Sí                   | Sí                          |
| 烏                                     | NEBUTA                | 黒踊社中                               | DJ RAIJIN                | Sí                   | Sí                          |
| でんがなマンガナ                       | NANIWA HERO           | でんがな & マンガナ                    | でんがな & マンガナ      | Sí                   | Sí                          |
| クラゲータ                             | NAN-KYOKU             | Kurotou mur.mur                        | SOUTH                    | Sí                   | Sí                          |
| Remixes                                |                       |                                        |                          |                      |                             |
| ANAHONIKUY -雪の華 PuzzLeMix-          | TAIGA REMIX           | moonlit                                | MZD                      | Sí                   | Sí                          |
| 夜間行殺法                             | TECHNO BOO            | オタッキースズキ                       | MZD                      | Sí                   | Sí                          |
| テンプラ揚三                           | DRM'N FRY             | GARIBEN KEN                            | MZD                      | Sí                   | Sí                          |
| D-groove REQ                           | MISSSA-REMI           | D-crew                                 | MZD                      | Sí                   | Sí                          |
| Secret CS songs                        |                       |                                        |                          |                      |                             |
| トルバドゥールの回想                   | French Merchen        | リシャール秋田                         | Liddell                  | No                   | Sí                          |
| Blue River                             | COWBOY                | T-Bone                                 | the KING                 | No                   | Sí                          |
| 想い出をありがとう                     | CLASSIC 11            | Waldeus vön Dovjak                     | HAMANOV                  | No                   | Sí                          |
| サヨナラ＊ヘヴン                       | CONTEMPORARY NATION 2 | 猫叉Master                             | Yima                     | Sí                   | Sí                          |
| Secret ee'MALL songs                   |                       |                                        |                          |                      |                             |
| LA BRISE D'ETE                         | BOSSA LOUNGE          | Orange Lounge                          | BELLE                    | Sí                   | Sí                          |
| brave!                                 | HYPER J-ROCK          | TËЯRA                                  | LISA                     | Sí                   | Sí                          |
| Custom-made Girl -NOT FOR SALE!-       | BOSSA GOGO            | Togo project feat. Sana                | Sanday                   | Sí                   | Sí                          |
| feeling of love                        | HOUSE                 | youhei shimizu                         | Mary                     | Sí                   | Sí                          |

* Canción desbloqueable sólo en Pop'n music 11 AC.